# Сент-Луїс (округ, Міссурі)
Шаблон:StateAbbr_ 38°38′ пн. ш. 90°26′ зх. д. / 38.64° пн. ш. 90.44° зх. д.
Округ  Сент-Луїс (англ. St. Louis County) — округ (графство) у штаті Міссурі, США. Ідентифікатор округу 29189.

## Історія
Округ утворений 1812 року.

## Демографія
За даними перепису 
2000 року 
загальне населення округу становило 1016315 осіб, зокрема міського населення було 1002476, а сільського — 13839.
Серед мешканців округу чоловіків було 481371, а жінок — 534944. В окрузі було 404312 домогосподарства, 270810 родин, які мешкали в 423749 будинках.
Середній розмір родини становив 3,05.
Віковий розподіл населення поданий у таблиці:
| Стать    | До 15 років | 15-21 | 22-29 | 30-39 | 40-49 | 50-65 | 65-85 | Понад 85 |
| -------- | ----------- | ----- | ----- | ----- | ----- | ----- | ----- | -------- |
| Чоловіки | 107933      | 47396 | 46693 | 70536 | 77206 | 74973 | 51798 | 4836     |
| Жінки    | 103451      | 46158 | 50242 | 77146 | 85612 | 85707 | 73041 | 13587    |

## Виноски
1. ↑  U.S. Decennial Census. United States Census Bureau. Процитовано 20 листопада 2014.
2. ↑  Historical Census Browser. University of Virginia Library. Архів оригіналу за 11 серпня 2012. Процитовано 20 листопада 2014.
3. ↑  Population of Counties by Decennial Census: 1900 to 1990. United States Census Bureau. Процитовано 20 листопада 2014.
4. ↑  Census 2000 PHC-T-4. Ranking Tables for Counties: 1990 and 2000 (PDF). United States Census Bureau. Процитовано 20 листопада 2014.
5. ↑  State & County QuickFacts. United States Census Bureau. Архів оригіналу за 29 червня 2011. Процитовано 30 квітня 2016. [Архівовано 2011-06-29 у Wayback Machine.](англ.) Наведено за англійською вікіпедією.
6. ↑  QuickFacts. St. Louis County, Missouri. United States Census Bureau. Процитовано 9 серпня 2019.
7. ↑  American FactFinder. Бюро перепису населення США. Архів оригіналу за 26 лютого 2012. Процитовано 31 січня 2008. [Архівовано 2008-05-21 у Wayback Machine.]

| США | Це незавершена стаття з географії США. Ви можете допомогти проєкту, виправивши або дописавши її. |